# 威廉·勒诺
威廉·本杰明·“比尔”·勒诺（William Benjamin "Bill" Lenoir，1939年3月14日—）曾是一位美国国家航空航天局的宇航员，执行过STS-5任务。